# Reformierte Kirche Seengen

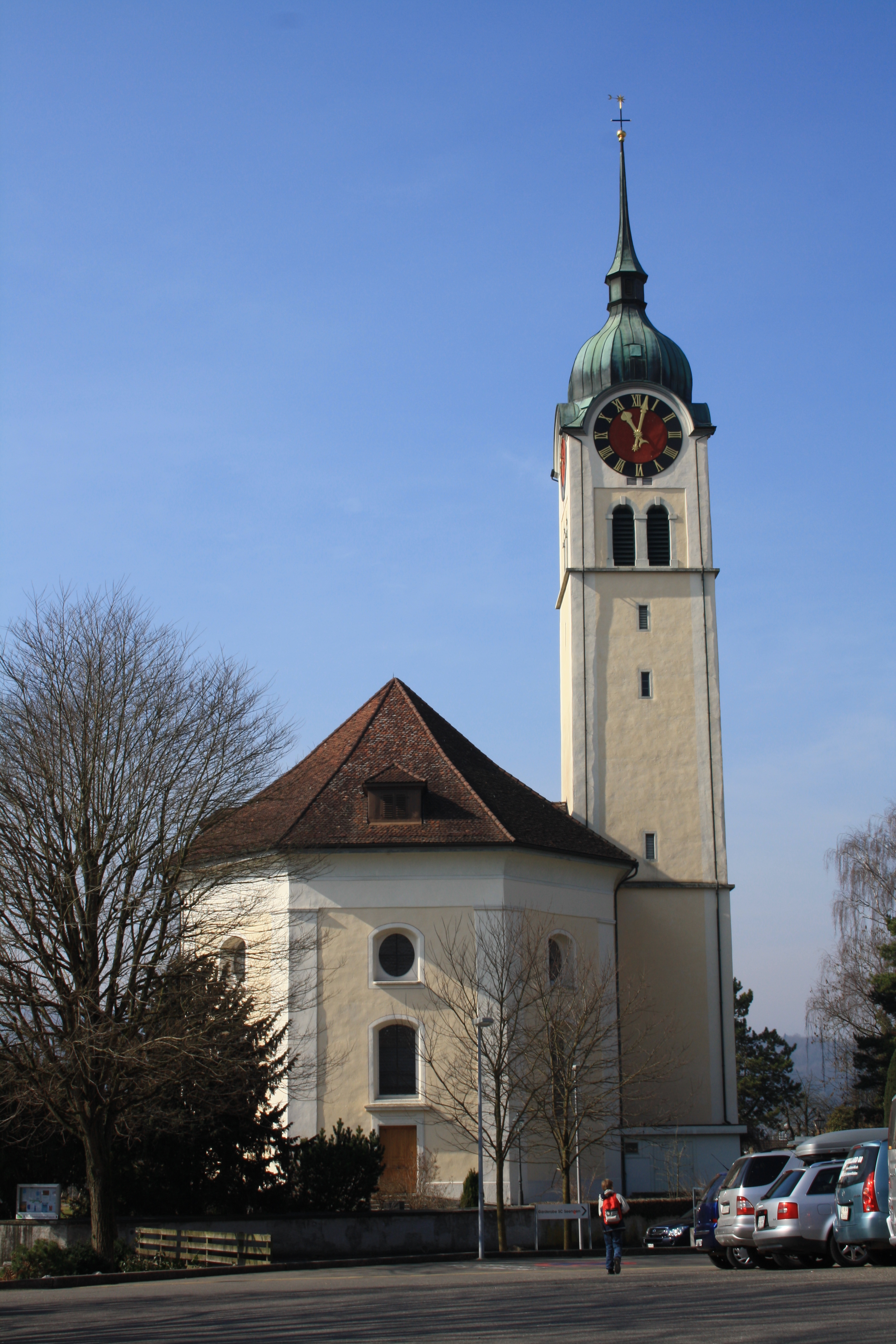
Kirche Seengen, 2011

Die reformierte Kirche Seengen  ist die Dorfkirche der aargauischen Gemeinde Seengen in der Schweiz.

## Geschichte
Ursprünglich stand in Seengen eine romanische Kirche. Das Patronat lag bei den Herren von Eschenbach und kam 1302 zunächst an den Johanniterorden und mit der Reformation an die Stadt Zürich. Die Kirche wurde 1496 zu einer gotischen Kirche umgebaut und nach dem Umbau neu geweiht. Mit der Zeit wurde das Gebäude baufällig und so entschied man sich zum Bau einer neuen Kirche, die 1820/21 in klassizistischem Stil errichtet wurde. Der Innenraum der Kirche ist oval, die Aussenmauern hingegen haben die Form eines gestreckten Achtecks. Die Kirche wurde fast baugleich gleichzeitig mit der reformierten Kirche Meisterschwanden vom selben Baumeister erbaut.
Die zweimanualige Mühleisen-Orgel auf der Empore mit 32 Registern stammt aus dem Jahr 1978.